# Museumsquartier
Le MuseumsQuartier Wien (MQ) (Vienne, Autriche) est un complexe culturel, installé dans les anciennes écuries impériales. C'est l'un des plus grands complexes culturels au monde (60 000 m2).
Il regroupe des musées d'art moderne, mais aussi des lieux voués au cinéma, au théâtre, à l'architecture, à la danse et aux nouveaux médias, un centre de créativité pour enfants, ainsi que quantité de boutiques, de cafés et de restaurants. Le complexe a été construit entre 1998 et 2001.
Mariant l'architecture baroque des écuries impériales à des constructions résolument modernes, comme le Musée Leopold à la façade en calcaire blanc et le Musée d'art moderne Fondation Ludwig Vienne en basalte gris sombre, ce complexe est constitué de :

## Les musées et des institutions au MQ
- Musée d'Art moderne Fondation Ludwig (Mumok), en allemand : Museum moderner Kunst Sammlung Ludwig Wien, mumok, est un musée consacré à l'art des XXe et XXIe siècles.
- Le Musée Leopold (allemand: Leopold Museum) possède la plus grande collection du monde des peintures de Egon Schiele et les chefs-d'œuvre de la Sécession viennoise, le modernisme viennois et de l'expressionnisme autrichien, plus des expositions de l'art contemporain.
- Kunsthalle Vienne : expositions d’art contemporain
- Architekturzentrum Wien (AZW) : consacré à des expositions d’architecture contemporaine (XXe et XXIe siècles)
- Le Musée des Enfants - ZOOM (en allemand : ZOOM Kindermuseum) : un musée pour les enfants
- Tanzquartier Wien : un centre consacré à la danse

Le Museumsquartier se trouve à côté du musée d'histoire de l'art (Kunsthistorisches Museum) et du Muséum d'histoire naturelle de Vienne (Naturhistorisches Museum), près du centre, au 7e arrondissement.

## Galerie

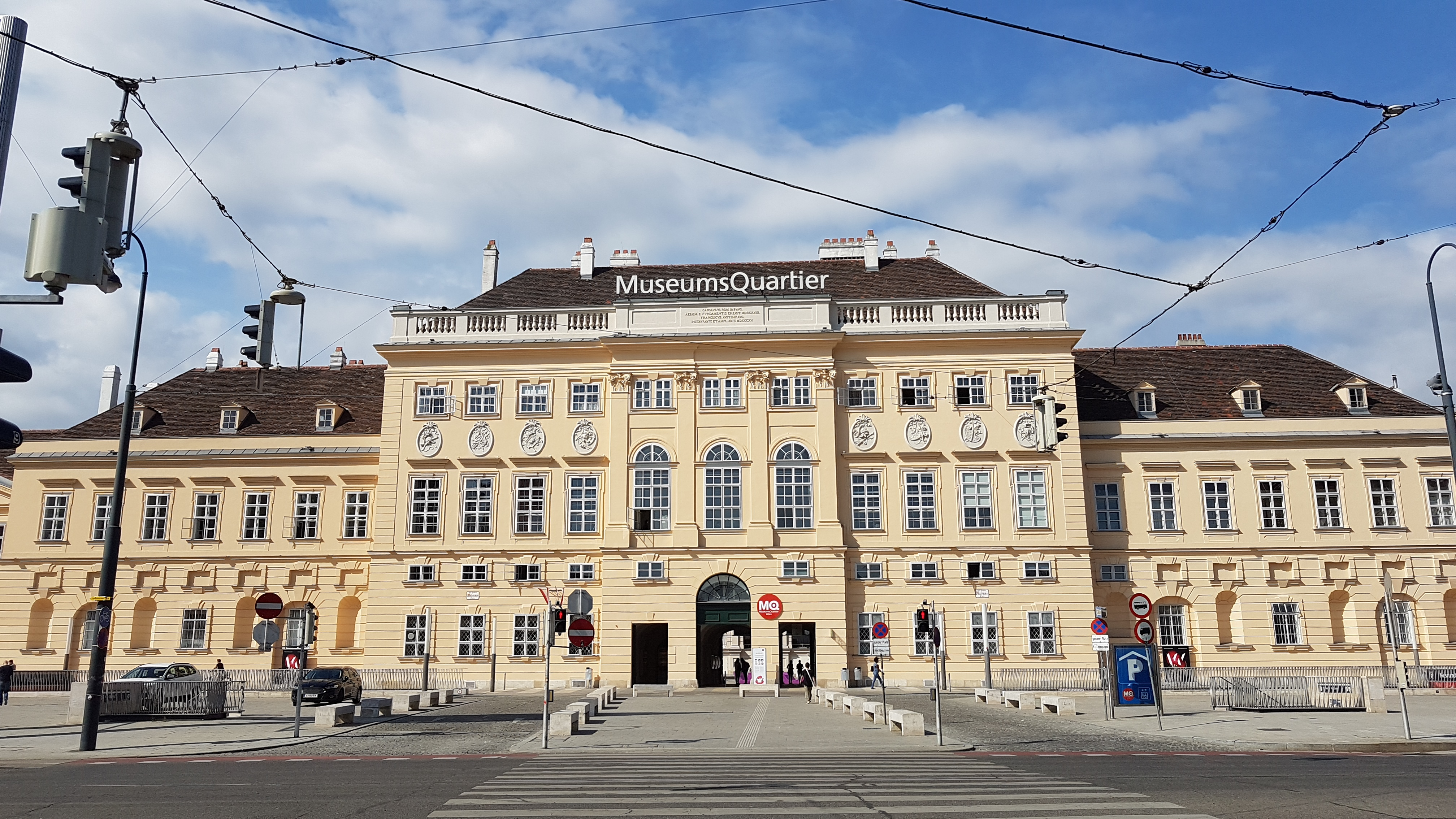
L'entrée principale de MQ
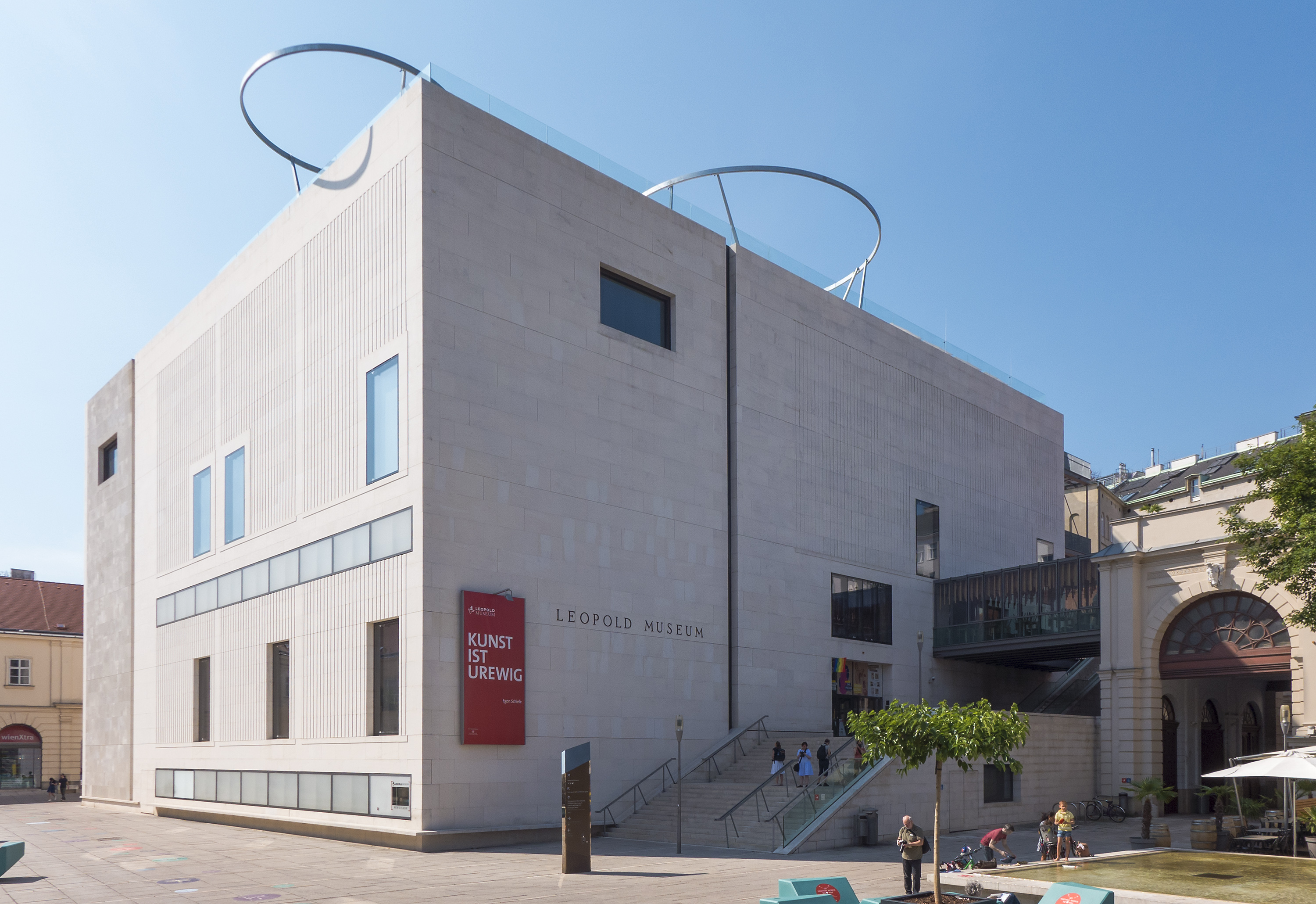
Le Musée Leopold
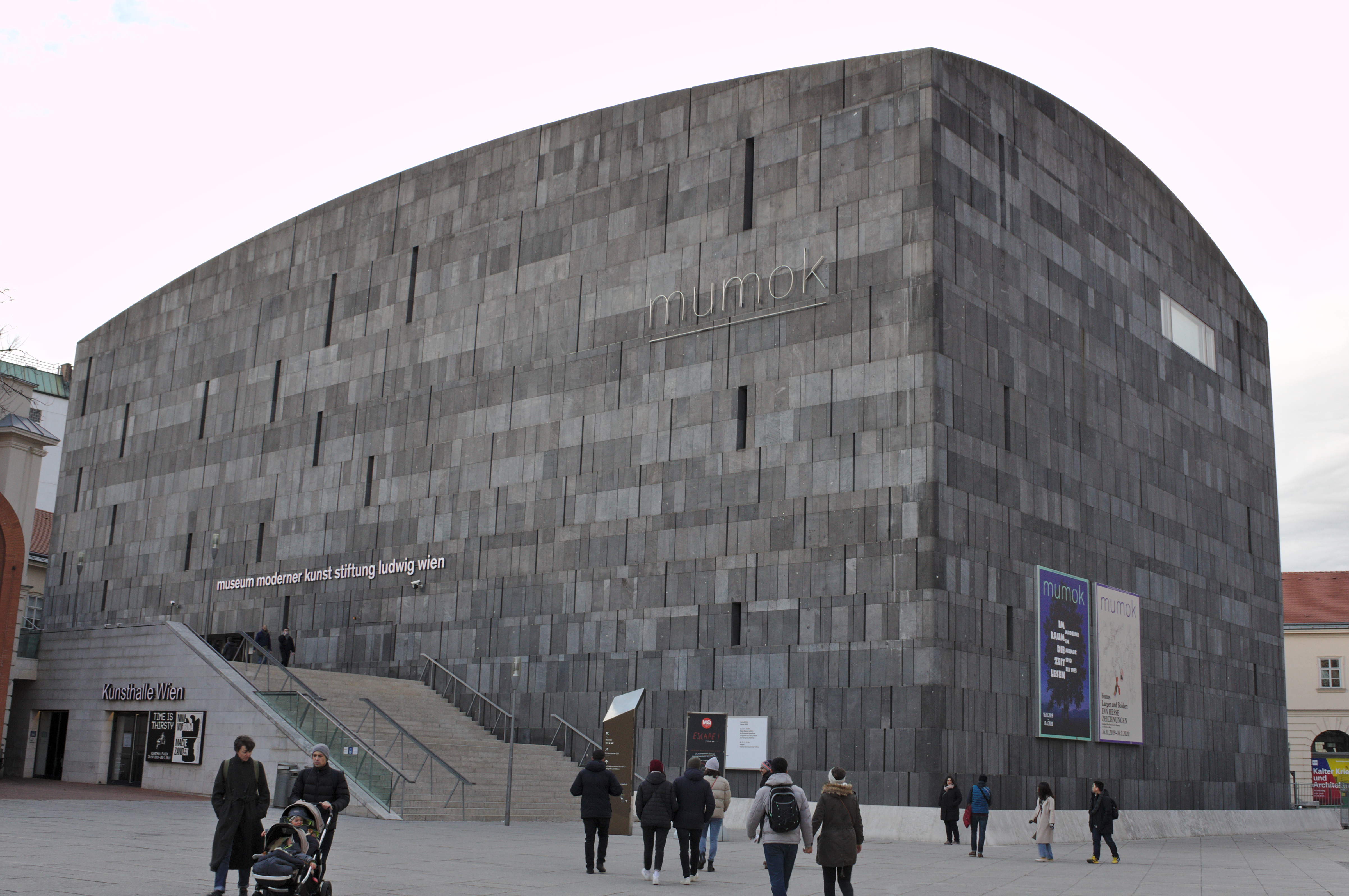
Le MUMOK Vienne
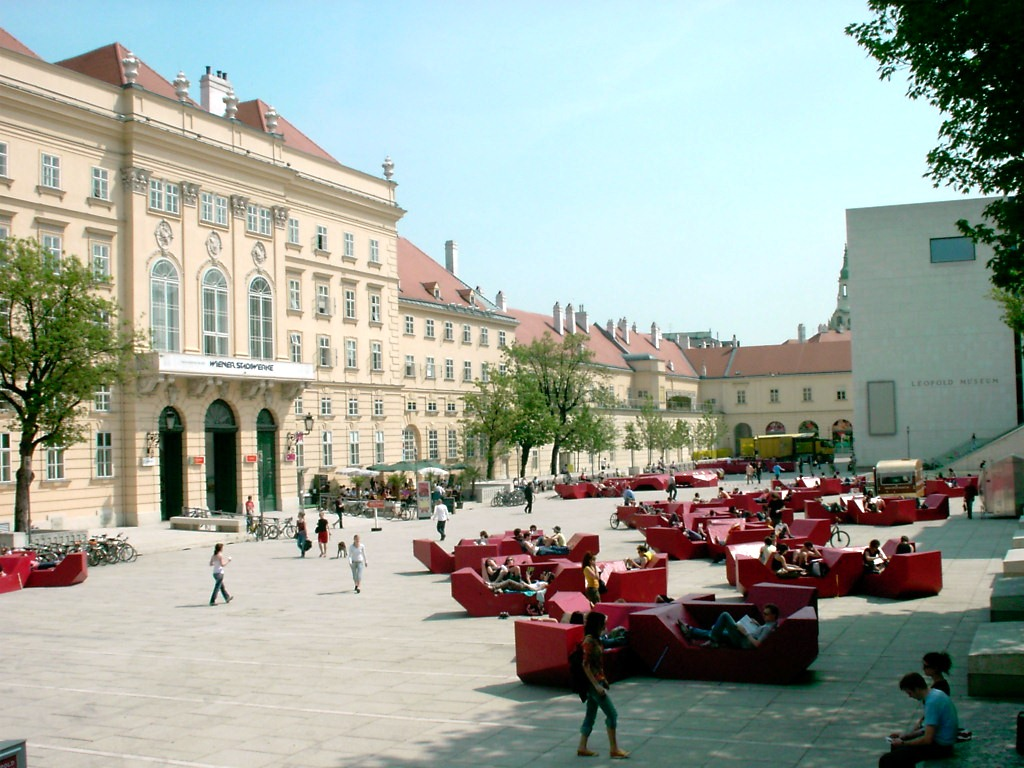
La cour principale avec les bancs 'Enzi'
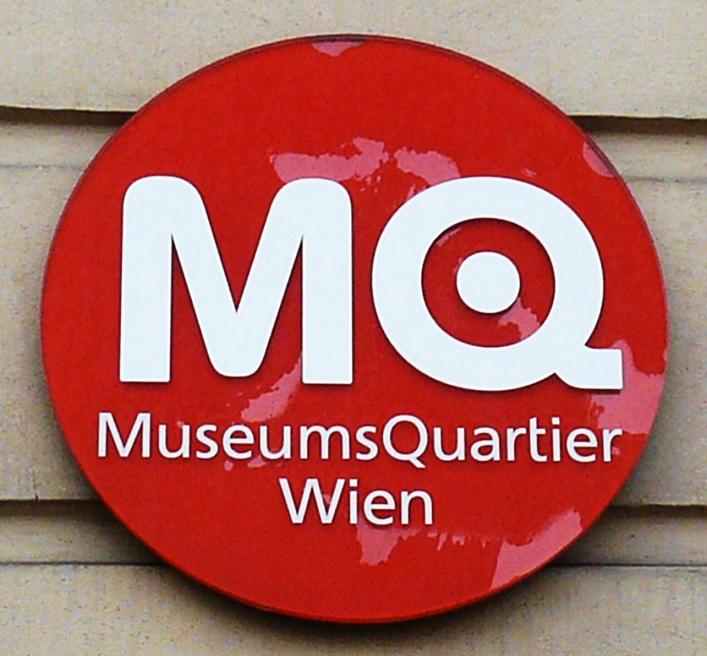
Le logo du MQ